# Епифанцев, Владимир Георгиевич
Влади́мир Гео́ргиевич Епифа́нцев (род. 8 сентября 1971, Москва) — российский актёр театра, кино и телевидения, режиссёр театра и кино, телеведущий, клипмейкер.
Наиболее известен по ролям «Братишки» в фильме «Зелёный слоник», Вавилена Татарского в фильме «Generation П», Анатолия Герасимова в сериале «Жуки», Андрея Шаманова в сериале «Кремень» и некоторых героев в сериалах «Чернобыль. Зона отчуждения 2», «Полярный», «Год культуры», «Окаянные дни» и «Два холма».
Сын советского актёра Георгия Епифанцева (1939—1992).

## Биография
Родился 8 сентября 1971 года в Москве в семье советского актёра Георгия Епифанцева (1939—1992) и Татьяны Епифанцевой. Актёром был и старший брат Владимира — Михаил Епифанцев (1968—1998). Младшая сестра — Наталья Епифанцева (род. 1974).
В 1992 году отец погиб под колёсами поезда. Через 6 лет от передозировки наркотиков скончался брат Михаил.
В 1990 году поступил, а в 1994 году окончил Высшее театральное училище имени Б. В. Щукина при Государственном академическом театре имени Евгения Вахтангова в Москве (художественный руководитель курса — Владимир Владимирович Иванов).
В Государственном академическом театре имени Евгения Вахтангова в Москве Владимир Епифанцев играл главную роль в «Калигуле» и Треплёва в «Чайке». Однако позже Епифанцев сказал, что театр и музыка совсем не приносят денег, зато отнимают огромное количество времени и сил.
В середине-конце 1990-х годов принимал участие в качестве второго вокалиста и шоумэна в метал-группе «Кронер», которой руководил его близкий друг Роберт Остролуцкий. Впоследствии, неоднократно выступал на одной сцене с проектом Остролуцкого «Собаки Табака».
В 1998 году окончил режиссёрский факультет по специальности «Режиссура драмы» Российской академии театрального искусства (РАТИ—ГИТИС) (мастерская Петра Наумовича Фоменко). Тогда же создал театральный проект «Прок-театр», в котором поставил множество очень необычных, специфических спектаклей: «Иисус плакал», «Совращение строптивой», «Забастовка на текстильной фабрике», «Струя крови», «Ромео и Джульетта».
Известность к Владимиру Епифанцеву пришла во второй половине 1990-х годов. Скандальной славой пользовался пародийный рекламный ролик известного стирального порошка Tide. В 1997—1998 годах создал и вёл трэшевую телевизионную программу «Дрёма» на канале ТВ-6. Позднее участвовал в программах «Культиватор» и «МузОбоз». В 1999 году снялся в скандально известном андеграундном фильме «Зелёный слоник» режиссёра Светланы Басковой, что стало его первым опытом в кинематографии. Впоследствии он ещё дважды играл в фильмах Светланы Басковой: «Пять бутылок водки» (2001) и «За Маркса...» (2012).
В 2006 году с участием Епифанцева вышли остросюжетная драма «Фартовый» режиссёра Владимира Яканина по роману «Чёрная свеча», написанному в 1970-е годы Владимиром Высоцким и Леонидом Мончинским, трагикомедия «Я остаюсь» (директор агентства ритуальных услуг Антон) и мистическая драма «Живой» (призрак Игорь).
В 2007 году принимал участие в телепроекте «Король ринга» под прозвищем «Струя крови» (название одного из его театральных спектаклей) против Алексея Чумакова.
В 2009 году участвовал в проекте «Танцы со звёздами. Сезон-2009» на канале «Россия» в паре с Анастасией Новожиловой.

### Личная жизнь
- Первая жена — актриса Юлия Стебунова[10] (брак продлился 3 года).
- Вторая жена — Анастасия Юрьевна Веденская (род. 14 октября 1984) — актриса[11], познакомилась с ним на спектакле. Поженились в 2004 году, прожили вместе 11 лет, в 2018 году официально оформили развод[12].
  - Сыновья — Гордей (род. 2005)[13] и Орфей (род. 2008)[13]. Крёстные родители детей Иван Охлобыстин и Анна Михалкова[14][15].

## Творчество

### Театральные работы

#### Роли в театре
ВТУ имени Б. В. Щукина (дипломный спектакль)
- 1994 — «Укрощение строптивой» (дипломный спектакль) —

Государственный академический театр имени Евгения Вахтангова (Москва)
- 2002 — «Чайка» по одноимённой пьесе А. Чехова (режиссёр — Павел Сафонов; автор идеи сценического оформления — Владимир Епифанцев; премьера — 20 ноября 2002 года) — Константин Гаврилович Треплёв, сын Ирины Николаевны Аркадиной (Треплёвой)[4]
- 2004 — «Калигула» по одноимённой пьесе Альбера Камю (режиссёр — Павел Сафонов; премьера — 21 мая 2004 года) — Калигула, римский император[4][16]

Театральный проект «Прок-театр» Владимира Епифанцева (Москва)
- 2001 — «Ray of Darkness in the Ominous Kingdom of Light» по стихам Владимира Маяковского — Владимир Владимирович Маяковский, советский поэт[17]

«Другой театр» (Москва)
- «Утиная охота» по одноимённой пьесе Александра Вампилова (режиссёр — Павел Сафонов) — Виктор Зилов

#### Режиссёрские работы
Театральный проект «Прок-театр» (Москва)
- 1994 — «Иисус плакал» по картинам Адриана Брауэра
- 1994 — «Бал чумы» по произведениям А. С. Пушкина, в том числе пьесе «Пир во время чумы»
- 1995 — «Совращение строптивой» по пьесе Уильяма Шекспира «Укрощение строптивой»
- 1996 — «Забастовка на текстильной фабрике» по роману Эрнеста Хемингуэя «Иметь и не иметь»
- 1997 — «Струя крови» по произведению Антонена Арто
- 1999 — «Ромео и Джульетта» по одноимённой трагедии Уильяма Шекспира

Центр имени Всеволода Мейерхольда (Москва)
- 2002 — «Макбет» по одноимённой пьесе Уильяма Шекспира (спектакль был выпущен в рамках художественно-исследовательской программы «Антонен Арто. Новый век»)[6][18][19]

### Фильмография

#### Актёрские работы
| Год       |   | Название                                                                | Роль                                                                                   |
| --------- | - | ----------------------------------------------------------------------- | -------------------------------------------------------------------------------------- |
| 1981      | ф | Ералаш (выпуск № 29, сюжет «Помогите!»)                                 | мальчик (в титрах не указан)                                                           |
| 1999      | ф | Зелёный слоник                                                          | «Братишка», второй офицер                                                              |
| 2000      | ф | Граница. Таёжный роман (серия № 1 «Предчувствие»)                       | беглый уголовник                                                                       |
| 2001      | ф | Пять бутылок водки                                                      | бандит, «крышующий» московский бар                                                     |
| 2003      | ф | Марш Турецкого. Новое назначение (фильм № 12 «Я убийца»)                | Николай Панов                                                                          |
| 2003      | ф | Антикиллер 2. Антитеррор                                                | лидер скинхедов                                                                        |
| 2003      | ф | Весна — время любви                                                     | Вольдемар                                                                              |
| 2004      | ф | Полнолуние                                                              | Антон Михайлишин, он же Филипп Лебедев                                                 |
| 2004      | с | Тайный знак 3. Формула счастья                                          | Магний Игнатьевич Зубарев («Аккуратист»), бывший заключённый                           |
| 2004      | с | Сармат 2: Покушение                                                     | «Филин» (Александр Васильевич Соломин), бывший специалист ГРУ                          |
| 2005      | с | Александровский сад                                                     | Сергей Мартынов                                                                        |
| 2005      | ф | Мама не горюй 2                                                         | Свара, доверенное лицо авторитетного бизнесмена «Туриста» на выборах                   |
| 2005      | ф | Ой, мороз, мороз!                                                       | Алексей Ломов («Лом»)                                                                  |
| 2006      | с | Двое из ларца                                                           | Пётр Волков («Волчара»), частный детектив, бывший оперативник                          |
| 2006      | ф | Живой                                                                   | Игорь Олегович Лагутин, призрак                                                        |
| 2006      | ф | Мой генерал                                                             | Павел                                                                                  |
| 2006      | ф | Ненасытные                                                              | Роки                                                                                   |
| 2006      | ф | Русский перевод                                                         | Сергей Вихренко, переводчик                                                            |
| 2006      | ф | Фартовый                                                                | Вадим Сергеевич Упоров («Морячок»)                                                     |
| 2007      | ф | Я остаюсь                                                               | Антон, директор агентства ритуальных услуг                                             |
| 2007      | ф | В ожидании чуда                                                         | тренер в тренажёрном зале                                                              |
| 2007      | ф | Жёлтый дракон                                                           | Фёдор Прохоров, чемпион мира по карате                                                 |
| 2007      | ф | Разметка                                                                | байкер в поезде                                                                        |
| 2008      | ф | Непобедимый                                                             | Егор Иванович Кремнёв, специальный агент СВР                                           |
| 2009      | ф | Самая лучшая бабушка                                                    | Михаил, отец Гоши, сын Анны Семёновны                                                  |
| 2009      | с | Морской патруль                                                         | Михась                                                                                 |
| 2009      | с | Банды                                                                   | Алексей Евгеньевич Швецов (Лёха «Швед»), киллер                                        |
| 2010      | ф | Человек ниоткуда                                                        | Сергей Михайлович Кутепов, капитан отдела внедрения МВД РФ                             |
| 2010      | с | Побег                                                                   | Кирилл Викторович Панин, брат Алексея Чернова (прототип: Линкольн Барроуз)             |
| 2010      | ф | Компенсация                                                             | Алексей, следователь                                                                   |
| 2010      | с | Смертельная схватка                                                     | Николай Фёдорович Белов, капитан                                                       |
| 2010      | ф | Новогодний детектив                                                     | Александр Сергеевич, «муж» Галины Мышкиной                                             |
| 2010      | ф | Ночь длиною в жизнь                                                     | Михаил Александрович Ходоров, капитан МГБ СССР, бывший фронтовой разведчик             |
| 2010      | с | Последняя минута (серия № 13 «Крыса»)                                   | Алексей Юрков, майор                                                                   |
| 2010      | с | Дело Крапивиных (фильм № 6 «Хэллоуин»)                                  | Егор Оршанин, директор ночного клуба «Маска»                                           |
| 2010      | ф | Раскрутка                                                               | Станислав Коношенко                                                                    |
| 2010      | с | По горячим следам                                                       | Стас, бывший муж Любови Суворовой                                                      |
| 2011      | ф | Дом                                                                     | Пашка Шаманов, третий сын Григория Ивановича и Надежды Петровны Шамановых              |
| 2011      | ф | Generation П                                                            | Вавилен (Владимир) Татарский, выпускник Литературного института                        |
| 2011      | с | Настоящие                                                               | Вилен Ларионов (Вилли «Лорд»), хозяин охранного агентства «Лорд»                       |
| 2011      | с | Товарищи полицейские (серия № 3 «Нестандартное решение. Убойный отдел») | Константин Александрович Ярцев («Вайдот»), киллер                                      |
| 2012      | ф | Шпион                                                                   | Коган (агент «Вассер»), старший лейтенант ГБ                                           |
| 2012      | с | Кремень                                                                 | Андрей Шаманов («Шаман»), майор ГРУ в отставке                                         |
| 2012      | ф | Подстава                                                                | Сергей Варламов                                                                        |
| 2012      | ф | Любовь на два полюса                                                    | Кирилл Филин                                                                           |
| 2012      | с | Схватка                                                                 | Михаил Копов, капитан полиции                                                          |
| 2012      | с | Собачья работа                                                          | Илья Смагин, капитан полиции, кинолог                                                  |
| 2012      | ф | За Маркса...                                                            | Павел Сергеевич, владелец завода                                                       |
| 2013      | с | Кремень. Освобождение                                                   | Андрей Шаманов («Шаман»), майор ГРУ в отставке                                         |
| 2013      | с | Холостяк                                                                | Олег Зверев, майор полиции                                                             |
| 2013      | ф | Всё началось в Харбине                                                  | Валентин Витальевич Крахмальников, младший комиссар ОГПУ                               |
| 2013      | с | Жить дальше                                                             | Антон Громов, пожарный                                                                 |
| 2013      | ф | Вот это любовь!                                                         | Виктор Павлович, заказчик                                                              |
| 2013—2018 | с | Лютый                                                                   | Максим Игоревич Лютов («Лютый»), начальник убойного отдела                             |
| 2013      | с | Не женское дело                                                         | Александр Геннадьевич Горин, следователь                                               |
| 2014      | с | Братаны 3                                                               | Руслан Георгиевич Заремба, полковник РУБОПа                                            |
| 2014      | с | Косатка                                                                 | Илья Самойлов, майор полиции, старший оперуполномоченный                               |
| 2014      | ф | Барс и Лялька                                                           | «Барс», бывший офицер спецназа                                                         |
| 2015      | ф | Чтобы увидеть радугу…                                                   | Игорь Шведов, майор, оперуполномоченный                                                |
| 2015      | с | Неподкупный                                                             | Юрий Евгеньевич Градов, следователь по особо важным делам                              |
| 2015      | ф | Захват                                                                  | командир группы вооружённых захватчиков банка                                          |
| 2015      | ф | Своя чужая                                                              | Андрей Заваров, майор полиции, старший оперуполномоченный по особо важным делам        |
| 2016      | ф | 8 лучших свиданий                                                       | Илья, пожарный, ухажёр Маши                                                            |
| 2016      | ф | Всё о мужчинах                                                          | Андрей, эвакуатор                                                                      |
| 2016      | ф | Викинг                                                                  | Фёдор, дружинник князя, Ярополка Святославича (а затем и князя Владимира Святославича) |
| 2016      | ф | Спарта                                                                  | Владимир Епифанцев (камео)                                                             |
| 2016—2018 | с | Челночницы                                                              | Пётр Сергеевич Кравчук, полковник ВВС, командир полка военно-транспортной авиации      |
| 2016      | ф | Эластико                                                                | Гена, тренер ФК «Спартак»                                                              |
| 2016      | с | СашаТаня (серия № 82)                                                   | Владимир Епифанцев (камео)                                                             |
| 2016      | ф | Моя революция                                                           | солдат                                                                                 |
| 2017      | с | Акушерка                                                                | Дмитрий Ларионов, егерь                                                                |
| 2017      | с | Чернобыль. Зона отчуждения                                              | Анохин, десантник, пассажир самолёта                                                   |
| 2017      | ф | Детки напрокат                                                          | рекламодатель                                                                          |
| 2017      | ф | Графомафия                                                              | Парамонов                                                                              |
| 2018      | ф | Несокрушимый                                                            | сержант Сиитов, наводчик танка «КВ-1»                                                  |
| 2018      | с | Новый человек                                                           | Саша, хоккеист                                                                         |
| 2018—2022 | с | Год культуры                                                            | Валерий Кнут, сослуживец Славы Сологуба                                                |
| 2018      | ф | Килиманджара                                                            | муж Ксюши                                                                              |
| 2018      | ф | Знакомство                                                              | муж галеристки Лилии Свиридовой                                                        |
| 2018      | ф | Всё или ничего                                                          | Влад                                                                                   |
| 2018      | с | Драйв                                                                   | Антон, каскадёр                                                                        |
| 2019      | с | Чёрный пёс                                                              | Андрей Рубцов, майор, командир группы военного спецназа                                |
| 2019—2024 | с | Жуки                                                                    | Анатолий (Толя) Герасимов, муж Ирины                                                   |
| 2019      | с | Акушерка. Новая жизнь                                                   | Дмитрий Ларионов, егерь                                                                |
| 2019      | с | Полярный                                                                | Лёха-«Депутат», подручный Артура                                                       |
| 2019      | ф | Последний рейв                                                          | батя                                                                                   |
| 2019      | с | В клетке                                                                | Александр Евдокимов («Док»), отец Сергея Евдокимова («Волчка»)                         |
| 2019      | ф | В тылу врага / Enemy Lines (Великобритания)                             | Петров                                                                                 |
| 2020      | с | Алёша                                                                   | Ефрем Жаворонок, крестьянин, советский партизан                                        |
| 2020      | с | Драйв                                                                   | Антон, каскадёр                                                                        |
| 2020      | с | Окаянные дни (новелла № 4 «Долг»)                                       | Виктор                                                                                 |
| 2020      | с | Сержант                                                                 | Алексей Серганов, сержант спецназа, внутренних войск в запасе                          |
| 2020      | с | Кухня. Война за отель 2                                                 | Владимир Епифанцев (камео)                                                             |
| 2020      | с | Руммейт                                                                 | Эдгар Эммануилович                                                                     |
| 2020      | с | Пересуд                                                                 | Евгений Притулов                                                                       |
| 2020      | ф | Обычная женщина 2                                                       | Лопатин, бизнесмен                                                                     |
| 2021      | с | Акушерка. Счастье на заказ                                              | Дмитрий Ларионов, егерь                                                                |
| 2021      | ф | Стендап под прикрытием                                                  | наркоторговец                                                                          |
| 2021      | ф | Джулур: мас-рестлинг                                                    | отчим Джулура                                                                          |
| 2021      | ф | Капитан Волконогов бежал                                                | полковник Жихарев                                                                      |
| 2021      | с | Воскресенский                                                           | Михаил Юдин                                                                            |
| 2021      | с | Чингачгук                                                               | Илья Иванович Чугунов («Чингачгук»), капитан полиции                                   |
| 2022      | ф | Ампир V                                                                 | Брама Четырнадцатый / Вавилен Татарский, земной муж Великой Богини                     |
| 2022—2023 | с | Два холма                                                               | Барон                                                                                  |
| 2022      | ф | Александр Пересвет — Куликово эхо (в производстве)                      | Александр Пересвет                                                                     |
| 2022      | ф | Бодибилдер                                                              | Дэн, тренер бодибилдера Макса Майера                                                   |
| 2022      | ф | Мальдивы подождут                                                       | начальник службы безопасности                                                          |
| 2023      | ф | Клипмейкеры                                                             | бандит, помощник депутата Бобёр                                                        |
| 2023      | ф | Пресловутое поколение: Зелёный слоник 2                                 | Братишка                                                                               |
| 2023      | с | Просто Михалыч                                                          | Михалыч                                                                                |
| 2023      | с | Макс и Гусь                                                             | батя                                                                                   |
| 2023      | ф | Я тебя слышу                                                            | батюшка                                                                                |
| 2023      | с | Крутые меры                                                             | Егор Морозов, капитан сил военной спецоперации                                         |
| 2023      | с | Моя мама — шпион                                                        | Мирон Виноградов                                                                       |
| 2023      | с | Девушки с Макаровым 4                                                   | Андрей Александрович Туркин, отец Анны Туркиной                                        |
| 2024      | с | Казачок                                                                 | знахарь                                                                                |
| 2024      | ф | Небриллиантовая рука                                                    | Михаил Иванович, сотрудник КГБ (Контрабандного госбюро)                                |

#### Режиссёрские работы
- 2003 — Весна — время любви
- 2012 — Кремень
- 2013 — Кремень. Освобождение
- 2020 — Окаянные дни (новелла № 4 «Долг»)

#### Озвучивание
- 2011 — Кукарача 3D — Чак

#### Дубляж
- 2015 — Головоломка — Страх
- 2018 — Караваджо. Душа и кровь / Caravaggio. The Soul and the Blood (Италия, документальный фильм) — закадровый текст (в российской версии)[26]

#### Монтаж
- 2022 — Ампир V[27]

## Награды
- 2006 — специальный приз за лучшую мужскую роль актёру-дебютанту (швейцарские часы) на IV Международном фестивале кинематографических дебютов «Дух огня» в городе Ханты-Мансийске — за роль Вадима Упорова в криминальном художественном фильме «Фартовый» (2006) режиссёра Владимира Яканина[28][29][30].
- 2006 — приз за лучшую мужскую роль актёрскому ансамблю (Владимир Епифанцев, Андрей Чадов, Алексей Чадов, Максим Лагашкин) на IV Открытом фестивале кино и театра «Амурская осень» в Благовещенске — за роли в драматическом художественном фильме «Живой» (2006) режиссёра Александра Велединского[31][32].
- 2017 — специальная премия за отечественный вклад в развитие жанра хоррор (премия за социальный хоррор) на VII Российском международном кинофестивале остросюжетного кино и фильмов ужасов «Капля» в Москве — за роль «Братишки» в культовом трэш-фильме «Зелёный слоник» (1999) режиссёра Светланы Басковой[33][34][35].